# 운산면
운산면(雲山面)은 충청남도 서산시에 있는 면이다.

## 개요
운산면은 당진시, 예산군과 인접한 지역으로 서산시의 관문이자 문화 관광 자원이 풍부한 고장이다. 용현계곡은 가야산 석문봉을 정점으로 육양봉과 상왕산을 사이에 두고 두 봉우리 틈사이에 길다랗게 형성된 계곡이 길이만 해도 4km에 달하며, 대규모 자연 휴양림이 조성되어 있다. 또한, "백제의 미소"라 불리는 국보 제84호인 서산마애삼존상, 사적 제 316호인 보원사지, 보물 제 143호인 개심사의 대웅전 등 유무형 문화재가 산재해 있다.

## 연혁
- 1914년 4월 1일 행정구역 개편에 따라 해미군 운천면, 부산면, 이도면을 합하여 지역이 형성되었고, 운천면의 운자와 부산면의 산자를 따라 운산면이라 칭함.
- 1973년 3월 12일 당진군 정미면 여미리가 동년 7월 1일자로 운산면에 편입되어 면세가 신장됨.[2]
- 1995년 1월 1일 도농복합형 서산시로 행정구역 면칭이 변경.[3]

## 법정리
- 가좌리 (1~2리)
- 갈산리 (1~4리)
- 거성리 (1~4리)
- 고산리
- 고풍리
- 상성리
- 소중리 (1~2리)
- 수당리
- 수평리 (1~2리)
- 신창리
- 안호리
- 여미리
- 와우리 (1~2리)
- 용장리 (1~2리)
- 용현리 (1~2리)
- 원벌리
- 원평리
- 태봉리
- 팔중리

## 교육
- 운산초등학교 (용장리)
  - 원평분교 (폐교) - 운산면 원평3길 8 (원평리)
  - 영락분교 (폐교) - 운산면 고풍리 510-10
  - 남중분교 (폐교) - 운산면 소중리 192-12
- 운신초등학교 (신창리)
- 대철중학교 (갈산리)
- 서산공업고등학교 (용장리)